# Elysium Rupes
Elysium Rupes és una formació geològica de tipus rupes a la superfície de Mart, localitzada amb el sistema de coordenades planetocèntriques a 26.11 latitud N i 148.2 ° longitud E, que fa 140.5 km de diàmetre. El nom va ser aprovat per la UAI l'any 1985 i fa referència a una característica d'albedo.